# Nougaro au Théâtre des Champs-Elysées
Pour les articles homonymes, voir Nougaro.
Albums de Claude Nougaro
Embarquement immédiat
(2000) La Note bleue
(2004)
Nougaro au Théâtre des Champs-Elysées est un double album live de Claude Nougaro, il sort en novembre 2001 sous le label Emi Music.

## Autour de l'album
- Référence Originale : Emi Music 7243 536489 2

L'album est réalisé par Yvan Cassar.

## Titres
| 1.  | Mademoiselle maman            |  |                |  |
| 2.  | Anna                          |  |                |  |
| 3.  | La chienne                    |  |                |  |
| 4.  | Le coq et la pendule          |  |                |  |
| 5.  | Bidonville                    |  |                |  |
| 6.  | Une petite fille              |  |                |  |
| 7.  | Un été                        |  |                |  |
| 8.  | Ma cheminée est un théâtre    |  |                |  |
| 9.  | Le cinéma                     |  |                |  |
| 10. | À bout de souffle             |  |                |  |
| 11. | Sing sing song                |  |                |  |
| 12. | Jet set                       |  |                |  |
| 13. | Le Jazz et la Java            |  |                |  |
| 14. | Quatre boules de cuir         |  |                |  |
| 15. | Le chat                       |  |                |  |
| 16. | Watermelon Man (instrumental) |  | Herbie Hancock |  |
| 17. | L'île Hélène                  |  |                |  |
| 18. | Le cri de Tarzan              |  |                |  |
| 19. | Langue de bois                |  |                |  |
| 20. | Déjeuner sur l'herbe          |  |                |  |
| 21. | Bozambo                       |  |                |  |
| 22. | À tes seins                   |  |                |  |
| 23. | Toulouse                      |  |                |  |
| 24. | Les bas                       |  |                |  |
| 25. | Armstrong                     |  |                |  |
| 26. | Dansez sur moi                |  |                |  |
| 27. | Cécile ma fille               |  |                |  |
| 28. | Comédie musicale              |  |                |  |

## Musiciens
- Direction musicale, arrangements, piano, Claviers : Yvan Cassar
- Batterie et percussions : Denis Benarrosh
- Claviers, orgue Hammond : Éric Chevalier
- Percussions : Nicolas Montazaud
- Contrebasse : Rémi Vignolo
- Trompette, berimbau : Nicolas Giraud
- Saxophones, clarinette, flutes : Stéphane Guillaume
- Trombone : Daniel Zimmermann